# ألبور (فيرمونت)
ألبور (بالإنجليزية: Alburgh (town), Vermont) هي بلدة تقع بولاية فيرمونت في الولايات المتحدة. تبلغ مساحتها 126.4 (كم²)، وترتفع عن سطح البحر م، بلغ عدد سكانها 1952 نسمة في عام 2000 حسب إحصاء مكتب تعداد الولايات المتحدة وتصل الكثافة السكانية فيها 66.6 نسمة/كم2.

## أعلام
- هنري توماس ريد
- بربور لويس

## وصلات خارجية
- The US50 - Cities and Towns in Vermont State
- Vermont Cities and Towns, Facts, Map, Flag, Colleges, Government, and More